# 黄色救护车
黄色救护车（日文：／ Kiiroi Kyūkyūsha）指日本的都市传说中“将精神病患者带到医院”的、黄色涂装的救护车。也被称作Yellow Peepoo（日语：イエロー・ピーポー）。
精神科医生風野春樹对这一传说进行了调查，并在个人网站上表示，虽然黄色这一颜色和救护车这一车种均非事实，但“某一天突然有患者搬送車来到患者家中并将其带走”这一点确实符合真实情况（实际上来的是患者家属或精神病院所雇佣的保安人员）。

## 内容
传言称，“虽然身体受伤或是生病时会有白色的救护车来，但如果是精神病的情况下，则是黄色的救护车将病人带到医院”。根据地域不同，还有绿色救护车的版本，这种说法是仅次于黄色的主流，而此情况下被称作Green Peepoo（日语：グリーン・ピーポー）。而有时还会有蓝色或紫色的说法。
另外也有传言称，“为了叫黄色救护车，向有关部门举报者可以得到金钱”。据说所谓的报酬金额大概在3000-5000日元左右。
除“救护车”传言以外，部分地区称精神病院为“红色屋顶”。也有称精神科的封闭病房为“装有铁栅栏的病房”的说法。
在接受風野的调查时，有人表示“一直以为从救护车上下来强壮的男人，把发疯的人带走是真事”。需要指出的是，正如上述（除了“救护车”之外），确实存在这种事情。2008年时，的确发生过有人明明没有去精神科就诊的经历，却被不明男性闯入家中并绑架至精神病院，关在类似监狱单人牢房的保护室中并上锁，当作医療保護入院处理的事情。

## 都市传说出现地区
日本各地均有这种说法。按照400人以上在互联网上回答的结果，“绿色”在东北地方和九州等地散发出现。

## 发祥时期
调查“黄色救护车”的風野春樹儿时，也就是1970年代中期，已经有这一传闻存在。

## 小说中的描写
很多小说中都有描写过“黄色救护车”。尤其是井上光晴1973年的小说中，有经常平静地撒谎的保姆说“往精神病院运送患者的救护车是黄色的”的剧情。这一篇到第二年为止在不同的书籍上出版了三次。
2004年，樱庭一树的《推定少女 (小説)》中，出现过“位于山麓的精神病院会派出黄色的救护车，如果被带走的话哪怕什么都没做错也不会被放出来”的描写。这一夸大部分是日本社会性入院人数异常多的真实写照。1960年代，由于民间随意设立精神科医院，住院的人因高龄死亡，病床空出，医院经营出现了问题而只能通过这一方法保持医院运营。

## 考察
日本的救护车初次出现是在1931年10月，从横滨市开始。而得到法令化，能通过119电话呼叫则是在1963年。原本救护车的涂装颜色也由法令（道路运输车辆的安全标准）规定为白色。
以在个人网站上进行调查的風野春樹开始，许多的精神科医生都表示“从未见过黄色的救护车”。由于民间的患者搬送車无法作为紧急车辆使用，即使有将运送车的颜色定为黄色的企业，在传言的“救护车”这一点上也会产生矛盾。然而，陆上、海上自卫队存在橄榄绿的救护车，航空自卫队存在紺色（蓝色）的救护车。

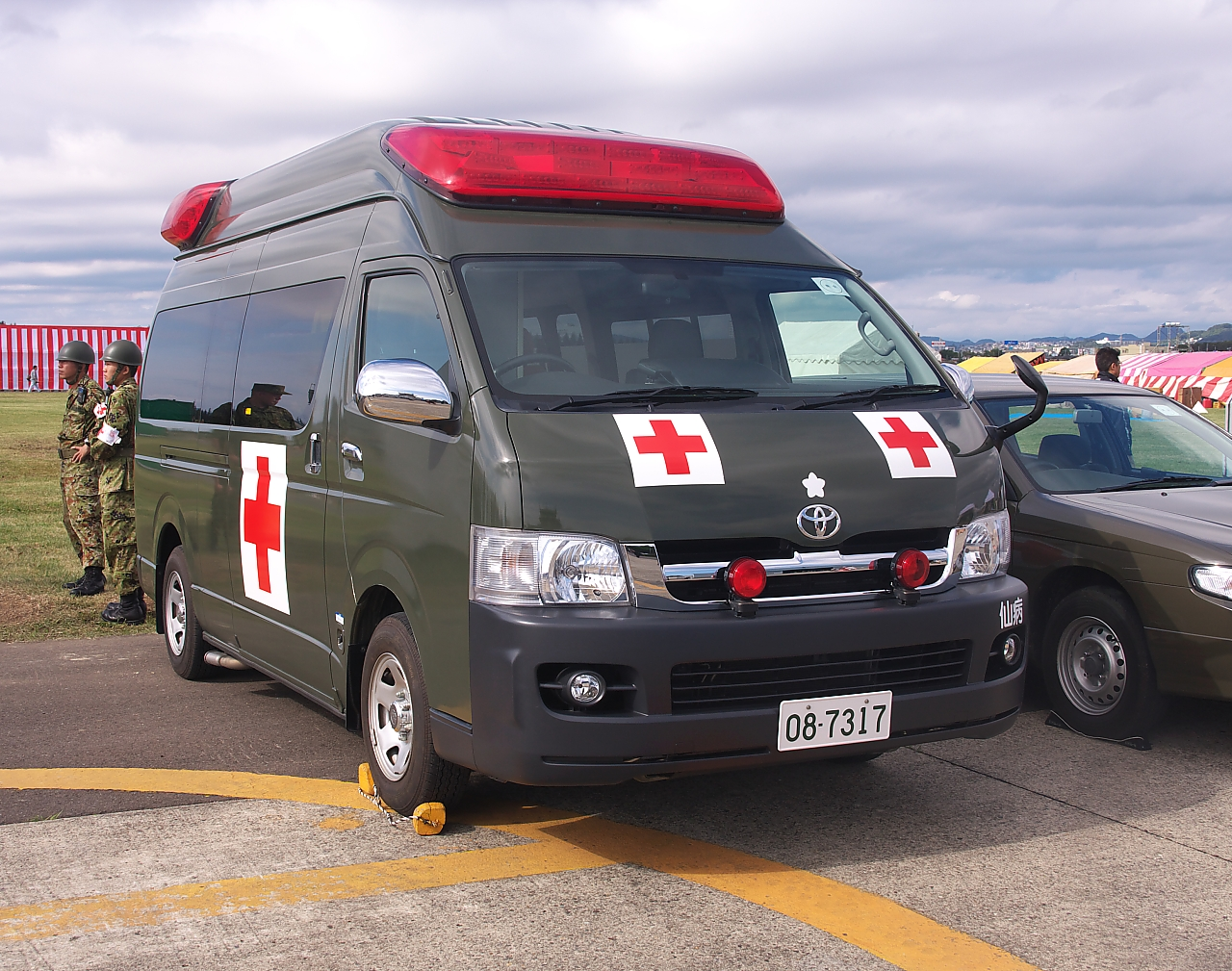
陸上自衛隊 2B型丰田救护車 （橄榄绿）
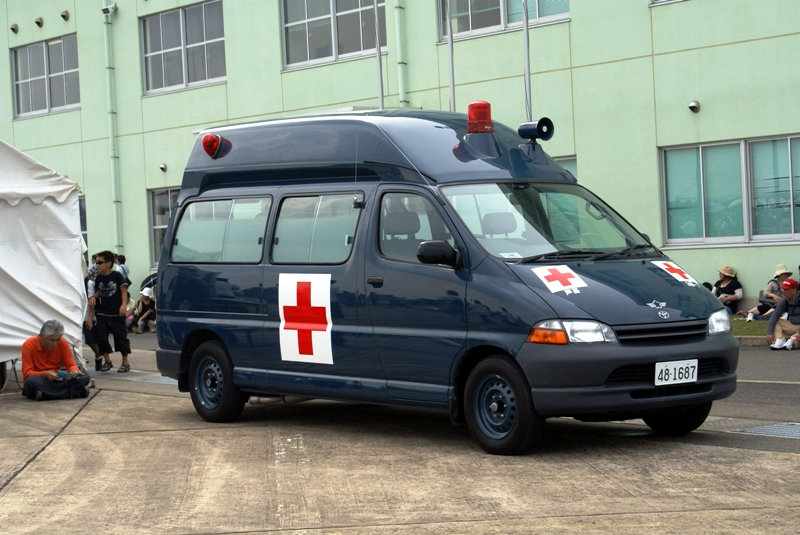
航空自衛隊 2B型丰田救护車 （紺色）

与其他很多都市传说一样，这一传言没有明确的来源，来源众说纷纭。
- 1962年电影《危险的事能赚钱（日语：危いことなら銭になる）》中有主角（由宍戸錠（日语：宍戸錠）饰演）以黄色的车作为宣传车，以东京精神病院的名义进行虚假宣传，声称患者逃走的桥段，所以有部分人认为此传说自电影上映后出现。然而前述的風野在看了这部电影之后，发现主角所乘的车是印有日清鸡汤拉面（日语：チキンラーメン）广告的厢式车，而且这一桥段在电影中重要性较低，较难令人信服[2]。
- 漂流者的电影《漂流者！特训特训加特训（日语：ドリフターズですよ!特訓特訓また特訓）》中，有島一郎（日语：有島一郎）所饰演的“咖啡种植园成功的日裔巴西人二世富豪”在对碇矢長介（日语：いかりや長介）说出“我已经老了，把种植园让给你们吧”之后，电影结尾漂流者全员乘坐着破旧的船去了巴西，随后写有“国立精神病院”字样的救护车将有岛载去收容了。也就是在暗示，所谓的大富豪和种植园都是精神病患者的妄言，碇矢等人是被骗去用不可能进行远洋航海的破旧船只踏上绝望的旅程，电影就此落幕。
- 存在被称作「Doctor Yellow」进行线路检查等的黄色新干线列车。然而Doctor Yellow投入使用是在東海道新幹線开业的1964年，比黄色救护车传言开始流传略微晚了一些。
- 有名为“钥匙救护车（日语：カギの救急車）”的开锁公司使用黄色轻型卡车在日本全国营业，但毫无疑问与医疗无关。

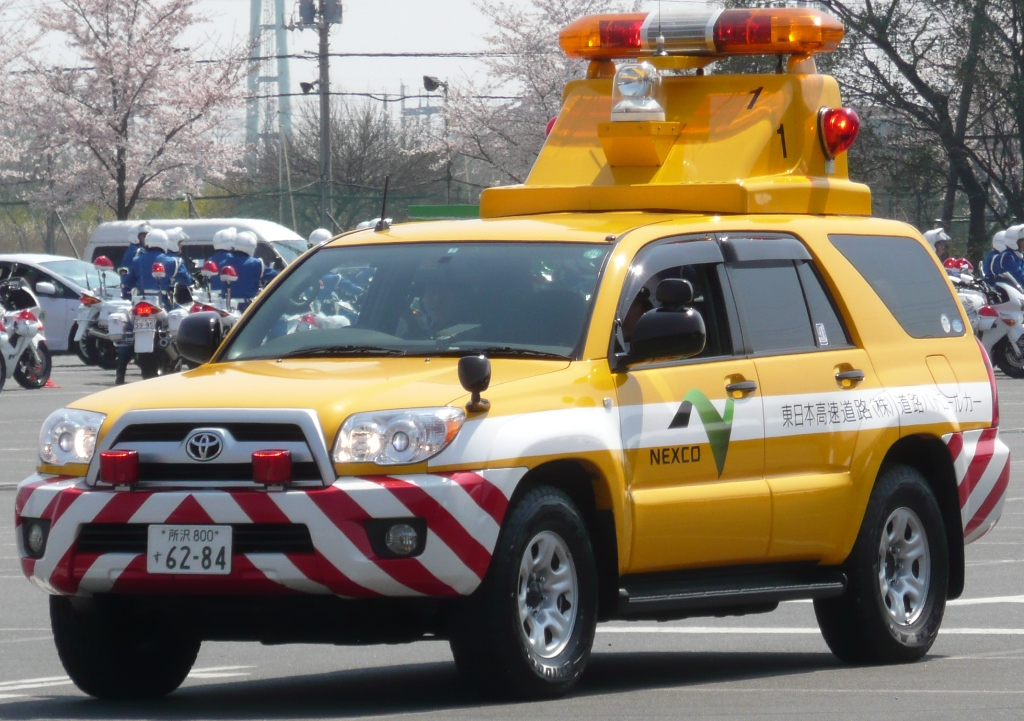
东日本高速道路的道路警察车辆

- 在高速公路或一般公路上使用的道路警察车辆（黄色带有白色条纹的涂装，并装有黄色或红色的旋转灯）或是电力公司、煤气公司的紧急车辆是黄色的而且有警报灯，看到的小孩子就误解为“传言是真的”。紧急车辆除固定颜色以外还有多种颜色存在，不同地域传说中救护车的颜色不同也可能是由于此原因。
- 美国电影《飞越疯人院》（1976年）中将患者送往精神科封闭病房的车辆是黄色的。
- 对精神病患者的辱骂用词的隐语，由衍生得到。

## 日本以外的情况

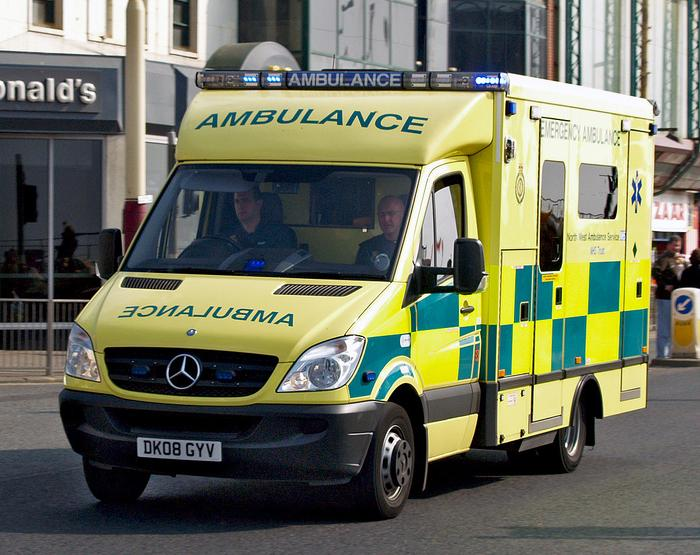
英国的救护车
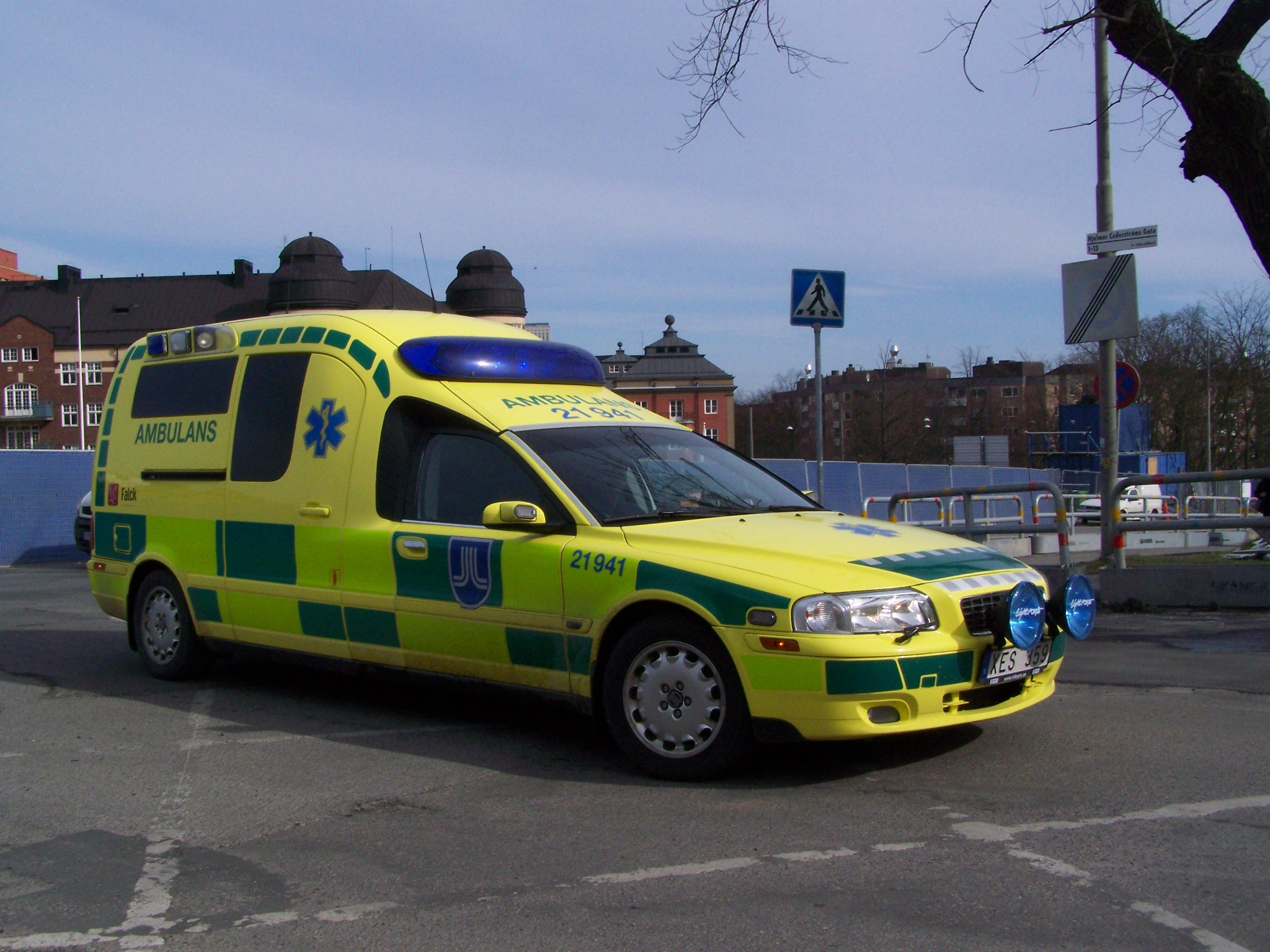
瑞典的黄色救护车
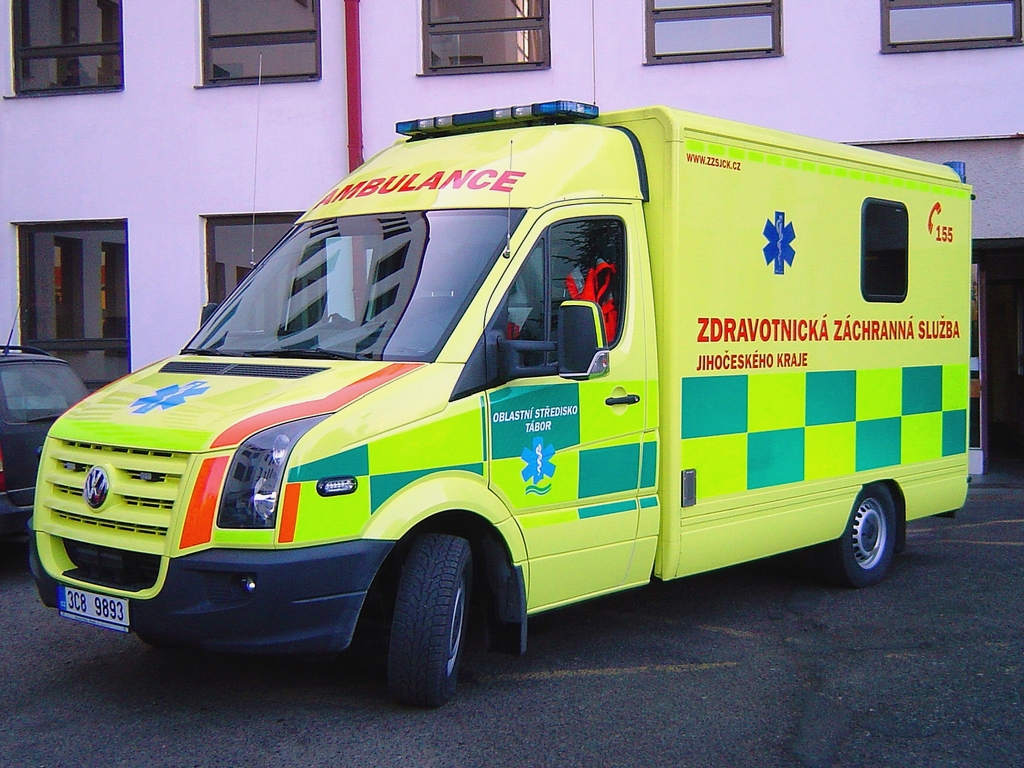
捷克的救护车
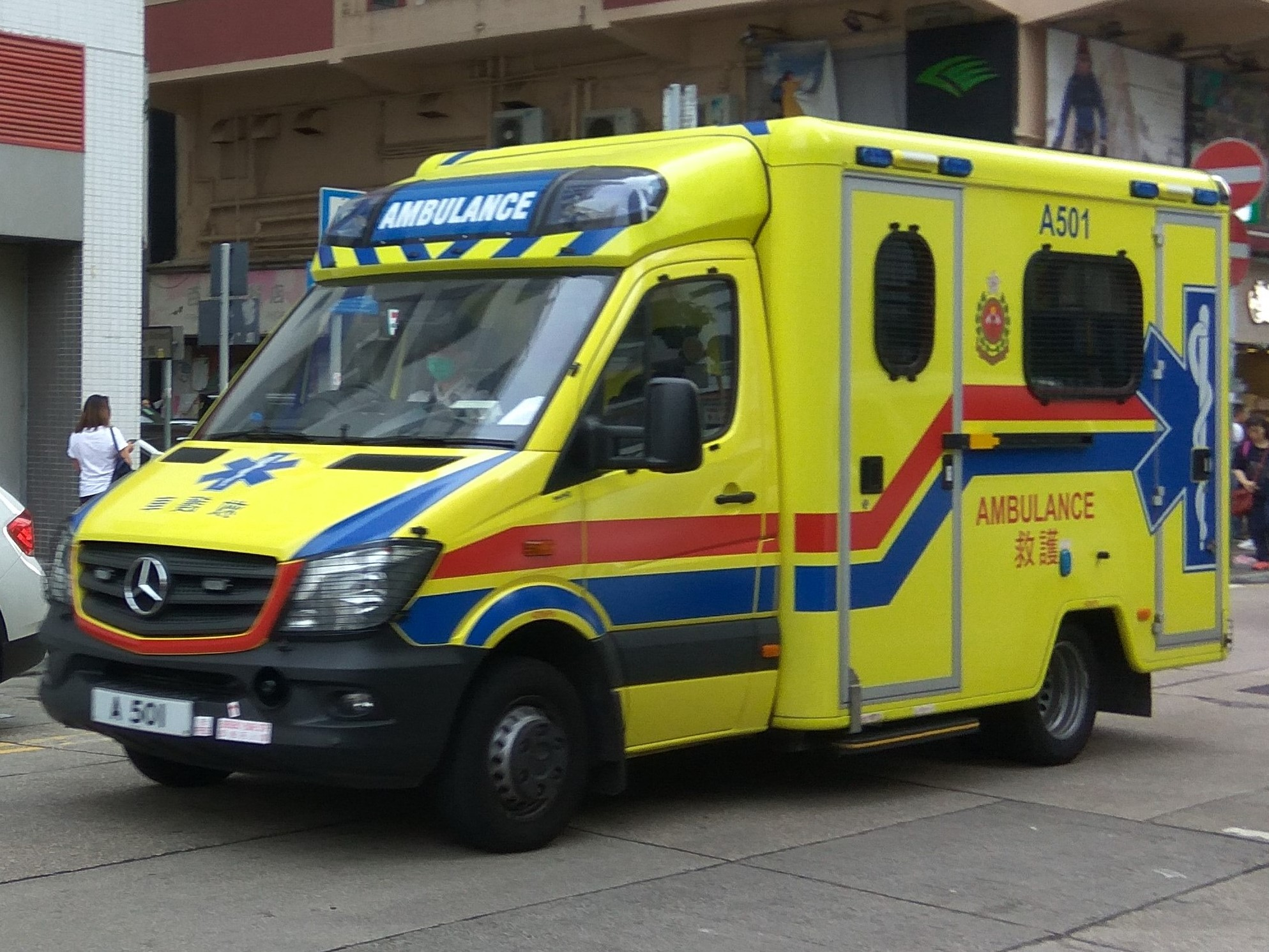
香港消防處新型救護車

救护车的颜色在各个国家都不同，黃色在歐盟、英國及澳紐是救護車車身的標準顏色，如瑞典、澳大利亚及香港的救护车都是黄色的，与都市传说无关。英国虽然存在使精神异常者强制入院的“月狂条例”，但执行者是警察而非使用救护车。

## 脚注
1. 1 2  .  . . 2004: 94-95,98.
2. 1 2 3 4 5 6 7 8 9 10 11 12 13  . . . 2000-09, (93): 2–8  [2019-12-05]. （原始内容存档于2013-10-15）.
3. ↑  佐藤光展.  . 講談社. 2013: 101–103. ISBN 978-4062882316.
4. 1 2  .  . 集英社. 1973-06: 169, 173.按照版权记录页，的初版是1973年3月的。另外同一作品也收录于1974年出版的，202页出现了相关的描述：“此回中出现的小说在短时间内连续出版了三次。”
5. ↑  .  . . 2004: 39. ISBN 4-7577-1995-7.
6. ↑  .  . 光文社. 2011: 22–24. ISBN 978-4334036324.
7. ↑   （页面存档备份，存于）